# Neseuterpia curvipes
Neseuterpia curvipes är en skalbaggsart som beskrevs av Jean François Villiers 1980. Neseuterpia curvipes ingår i släktet Neseuterpia och familjen långhorningar.
Artens utbredningsområde är:
- Guadeloupe.
- Dominica.

Inga underarter finns listade i Catalogue of Life.